# Liste des cavités naturelles les plus profondes de l'Ardèche
La liste des cavités naturelles les plus profondes de l'Ardèche recense, sous forme de tableau(x), les cavités souterraines naturelles connues dans ce département français, dont le dénivelé est supérieur ou égal à cent mètres.
La communauté spéléologique considère qu'une cavité souterraine naturelle n'existe vraiment qu'à partir du moment où elle est « inventée » c'est-à-dire découverte (ou redécouverte), inventoriée, topographiée et publiée. Bien sûr, la réalité physique d'une cavité naturelle est la plupart du temps bien antérieure à sa découverte par l'homme ; cependant tant qu'elle n'est pas explorée, mesurée et révélée, la cavité naturelle n'appartient pas au domaine de la connaissance partagée.
La liste spéléométrique des 34 plus profondes cavités naturelles de l'Ardèche (≥ cent mètres) est actualisée à fin décembre 2020.
La plus profonde cavité souterraine naturelle répertoriée dans le département de l'Ardèche est  « la  grotte de Saint-Marcel », sur la commune de Bidon (cf. ligne 1 du tableau ci-dessous).
| \| Histogramme de la répartition des plus profondes cavités naturelles de l'Ardèche par classe de dénivelé -- Les 34 cavités citées fin 2020 sont réparties en 4 classes de dénivelé -- \| \| \| \| \| \| \| \| \| \| \| \| \| \| \| classe I >= 500 m 0 cavité[s] \| classe II >= 200 m et < 500 m 9 cavités \| classe III >= 150 m et < 200 m 8 cavités \| classe IV >= 100 m et < 150 m 17 cavités \| \| |                               |                                         |                                          |                                          |  |
| Le graphique qui aurait dû être présenté ici ne peut pas être affiché car il utilise l'ancienne extension Graph, désactivée pour des questions de sécurité. Des indications pour créer un nouveau graphique avec la nouvelle extension Chart sont disponibles ici . |                               |                                         |                                          |                                          |  |
| Histogramme de la répartition des plus profondes cavités naturelles de l'Ardèche par classe de dénivelé -- Les 34 cavités citées fin 2020 sont réparties en 4 classes de dénivelé -- |                               |                                         |                                          |                                          |  |
| |                               |                                         |                                          |                                          |  |
| | classe I >= 500 m 0 cavité[s] | classe II >= 200 m et < 500 m 9 cavités | classe III >= 150 m et < 200 m 8 cavités | classe IV >= 100 m et < 150 m 17 cavités |  |

## Cavités de l'Ardèche (France) de dénivellation supérieure ou égale à500 mètres
Aucune cavité n'est recensée dans cette « classe I » au 31-12-2020.

## Cavités de l'Ardèche (France) de dénivellation comprise entre200 mètreset499 mètres
9 cavités sont recensées dans cette « classe II » au 31-12-2023.
| Réf. | Cavité (autres noms)               | Commune                   | Massif ou zone | Coordonnées (WGS 84)        | Dénivelée (mètres) | Développe. (mètres) | Sources ou références                             | Mise à jour |
| ---- | ---------------------------------- | ------------------------- | -------------- | --------------------------- | ------------------ | ------------------- | ------------------------------------------------- | ----------- |
| 1    | Grotte de Saint-Marcel             | Bidon                     |                | 44° 19′ 37″ N, 4° 32′ 30″ E | +000325, m         | +64 200, m          | CDS 07 & CDS 07                                   | 2020-12     |
| 2    | Aven de la Combe Rajeau            | Saint-Laurent-sous-Coiron |                | 44° 39′ 55″ N, 4° 28′ 45″ E | +000250, m         | +13 000, m          | Spéléo magazine n°30 & CDS 07                     | 2000-12     |
| 3    | Goul de la Tannerie                | Bourg-Saint-Andéol        |                | 44° 22′ 11″ N, 4° 38′ 29″ E | +000246, m         | +2 480, m           | Xavier Meniscus & Le Fil n°30                     | 2023-03     |
| 4    | Aven d'Orgnac                      | Orgnac-l'Aven             |                | 44° 19′ 12″ N, 4° 24′ 43″ E | +000225, m         | +5 000, m           | Spéléométrie de la France & Spéléo Magazine n°107 | 2000-12     |
| 5    | Système Rochas - Midroï - Guigonne | Saint-Remèze              |                | 44° 20′ 33″ N, 4° 28′ 37″ E | +000215, m         | +7 950, m           | CDS 07, CDS 07, & Fiche aven Rochas               | 2000-12     |
| 6    | Aven Vitalie                       | Lagorce                   |                | 44° 24′ 51″ N, 4° 27′ 58″ E | +000212, m         | +0338, m            | Spelunca n°130                                    | 2013-01     |
| 7    | Grotte de la Pascaloune            | Saint-Montan              |                | 44° 25′ 06″ N, 4° 34′ 28″ E | +000209, m         | +1 468, m           | plongeesout.com                                   | 2000-12     |
| 8    | Goul du Pont                       | Bourg-Saint-Andéol        |                | 44° 22′ 13″ N, 4° 38′ 28″ E | +000203, m         | +1 265, m           | Xavier Meniscus, Spelunca n°89 & Le Fil n°30      | 2020-03     |
| 9    | Aven Jolivol                       | Orgnac-l'Aven             |                | 44° 19′ 56″ N, 4° 26′ 14″ E | +000200, m         | +1 000, m           | Spelunca n°72                                     | 2000-12     |

## Cavités de l'Ardèche (France) de dénivellation comprise entre150 mètreset199 mètres
8 cavités sont recensées dans cette « classe III » au 31-12-2020.
| Réf. | Cavité (autres noms)                  | Commune                   | Massif ou zone | Coordonnées (WGS 84)        | Dénivelée (mètres) | Développe. (mètres) | Sources ou références              | Mise à jour |
| ---- | ------------------------------------- | ------------------------- | -------------- | --------------------------- | ------------------ | ------------------- | ---------------------------------- | ----------- |
| 10   | Aven du Faux Marzal                   | Saint-Remèze              |                | 44° 22′ 13″ N, 4° 30′ 04″ E | +000190, m         | NC m                | CDS 07                             | 2000-12     |
| 11   | Aven de Vigne Close                   | Saint-Remèze              |                | 44° 21′ 20″ N, 4° 30′ 30″ E | +000186, m         | +0750, m            | CDS 07                             | 2000-12     |
| 12   | Perte du Grand Pré - aven des Blaches | Saint-Laurent-sous-Coiron |                | 44° 40′ 28″ N, 4° 29′ 00″ E | +000181, m         | +2 300, m           | CDS 07                             | 2000-12     |
| 13   | Aven du Papé Marcel                   | Bidon                     |                |                             | +000160, m         | +0310, m            | CDS 07                             | 2018-12     |
| 14   | Réseau Rochepierre - Chamandre        | Rosières                  |                | 44° 30′ 06″ N, 4° 14′ 17″ E | +000160, m         | +2 976, m           | Spéléo dossiers n°22               | 2000-12     |
| 15   | Perte 86 de Rimouren                  | Gras                      |                | 44° 25′ 08″ N, 4° 34′ 19″ E | +000151, m         | +1 140, m           | Spéléométrie de la France & CDS 07 | 2000-12     |
| 16   | Perte du puits de Ronze               | Labastide-de-Virac        |                | 44° 20′ 48″ N, 4° 25′ 52″ E | +000150, m         | +0380, m            | CDS 07                             | 2000-12     |
| 17   | Aven de la Forestière                 | Orgnac-l'Aven             |                | 44° 19′ 41″ N, 4° 24′ 11″ E | +000150, m         | +0200, m            | Spéléométrie de la France          | 2000-12     |

## Cavités de l'Ardèche (France) de dénivellation comprise entre100 mètreset149 mètres
17 cavités sont recensées dans cette « classe IV » au 31-12-2024.
| Réf. | Cavité (autres noms)                    | Commune                  | Massif ou zone | Coordonnées (WGS 84)        | Dénivelée (mètres) | Développe. (mètres) | Sources ou références                | Mise à jour |
| ---- | --------------------------------------- | ------------------------ | -------------- | --------------------------- | ------------------ | ------------------- | ------------------------------------ | ----------- |
| 18   | Goule et évent de Foussoubie            | Vagnas et Salavas        |                | 44° 21′ 26″ N, 4° 22′ 53″ E | +000138, m         | +23 266, m          | Spéléométrie de la France            | 2000-12     |
| 19   | Grotte de Pézenas                       | Sanilhac                 |                | 44° 31′ 51″ N, 4° 15′ 30″ E | +000135, m         | +6 540, m           | CDS 07 & Grottocenter                | 2016-12     |
| 20   | Grotte du Parapluie                     | Labastide-de-Virac       |                | 44° 21′ 08″ N, 4° 27′ 28″ E | +000133, m         | +1 000, m           | Spelunca n°130                       | 2000-12     |
| 21   | Fontaine de Champclos - aven des Cèdres | Les Vans                 |                | 44° 23′ 44″ N, 4° 06′ 17″ E | +000133, m         | +1 738, m           | Spéléo magazine n°57 & Grottocenter  | 2007-01     |
| 22   | Grotte du Runladou                      | Beaulieu                 |                | 44° 20′ 52″ N, 4° 12′ 49″ E | +000133, m         | +2 500, m           | plongeesout.com                      | 2000-00     |
| 23   | Réseau de Massargues                    | Orgnac-l'Aven            |                | 44° 18′ 13″ N, 4° 24′ 12″ E | +000131, m         | +2 650, m           | Spéléo magazine n°90                 | 2015-06     |
| 24   | Aven du Marteau                         | Vallon-Pont-d'Arc        |                | 44° 23′ 27″ N, 4° 24′ 42″ E | +000122, m         | +1 200, m           | CDS 07, & Grottocenter               | 2023-04     |
| 25   | Aven Lacroze                            | Lagorce                  |                |                             | +000120, m         | NC m                | CDS 07 & Scialet n°27                | 2000-01     |
| 26   | Aven de l'Anniversaire                  | Saint-Remèze             |                | 44° 22′ 44″ N, 4° 29′ 59″ E | +000120, m         | +0360, m            | CDS 07                               | 2018-01     |
| 27   | Trou du Serpent                         | Saint-Montan             |                | 44° 27′ 10″ N, 4° 39′ 51″ E | +000115, m         | +1 050, m           | CDS 07 & CDS 07                      | 2018-01     |
| 28   | Dragonnière de Labastide                | Labastide-de-Virac       |                | 44° 21′ 19″ N, 4° 26′ 50″ E | +000112, m         | +2 200, m           | CDS 07                               | 2018-01     |
| 29   | Aven Gessi                              | Saint-André-de-Cruzières |                | 44° 17′ 52″ N, 4° 12′ 11″ E | +000110, m         | +2 000, m           | Spéléo magazine n°84                 | 2013-00     |
| 30   | Aven de la Charrette                    | Beaulieu                 |                | 44° 20′ 32″ N, 4° 13′ 22″ E | +000108, m         | +0520, m            | Spelunca n°73 & Spéléo magazine n°51 | 2000-00     |
| 31   | Dragonnière de Banne                    | Banne                    |                | 44° 22′ 59″ N, 4° 09′ 34″ E | +000106, m         | +1 980, m           | Spelunca n°98                        | 2000-00     |
| 32   | Grotte du cirque de la Madeleine        | Saint-Remèze             |                | 44° 20′ 39″ N, 4° 30′ 24″ E | +000105, m         | NC m                | CDS 07                               | 2021-01     |
| 33   | Réseau des Fées ou Prabier              | Vallon-Pont-d'Arc        |                | 44° 24′ 01″ N, 4° 25′ 09″ E | +000101, m         | +2 300, m           | CDS 07 & Spelunca n°130              | 2024-02     |
| 34   | Aven Marzal                             | Saint-Remèze             |                | 44° 22′ 11″ N, 4° 30′ 38″ E | +000100, m         | NC m                | CDS 07                               | 2000-12     |